# Hjalmar Hultenberg
Carl Hjalmar Hultenberg, född 25 juli 1845 i Räpplinge på Öland, död 14 juni 1921 i Räpplinge, var en svensk skolledare, poet, tecknare och skulptör.
Han var son till föreståndaren för lantbruksskolan i Borgholm Carl Henrik Hultenberg och Johanna Margareta Rådberg samt från 1877 gift med Carolina Charlotta Qvarfort och far till agronomen Harald Hultenberg. Han efterträdde sin far som föreståndaren för lantbruksskolan i Bornholm och var under många år arrendator av Borgholms kungsgård. Vid sidan av sitt arbete var han verksam som poet och konstnär. 